# Hrušica, Novo mesto
Hrušica je naselje v Občini Novo mesto.